# Vitale (arcivescovo di Pisa)
Vitale (... – 1253) è stato un arcivescovo cattolico italiano.

## Biografia
Appartenente ad una famiglia di nobili origini, dopo aver effettuato studi in utroque iure a Parigi e Bologna, Vitale entrò nel Capitolo dei Canonici di Pisa nel 1203. Fu nominato arcivescovo di Pisa nel 1217 da Onorio III, al posto di un certo Ildebrandino eletto dal clero cittadino.
Nonostante l'iniziale sostegno pontificio, Vitale si dimostrò fin dagli inizi più fedele alla città toscana che alla Santa Sede, ignorandone più volte gli ordini e venendo punito con il ritiro dei diritti di primazia e legazia sulla Sardegna. Nel 1234 si recò da papa Gregorio IX per chiedere il ripristino della legazione sarda, ottenendo una risposta ambigua, la cui interpretazione personale lo portò a compiere una visita nell'isola nell'anno successivo. I rapporti tra Pisa e Roma continuarono però a peggiorare, fino a giungere alla scomunica nel 1241, che verrà revocata solo nel 1257.
L'arcivescovo ebbe rapporti difficili anche con il clero della città e del contado pisani. I Canonici del Capitolo gli contestarono più volte l'intromissione in competenze loro esclusive, come la gestione finanziaria della Fabbriceria di San Giovanni o l'elezione del suo responsabile nel 1221. Anche il controllo della pieve di Arena fu causa di una disputa tra Vitale e il Capitolo, dal 1224 fino almeno al 1240. I canonici si vendicarono disertando i due sinodi convocati dal prelato nel 1221 e 1240.
Nel 1236 l'arcivescovo entrò in contrasto con il podestà Uguccione da Caprona ed i consoli di Vico Pisano per i diritti di placito e di fodro, invocando l'aiuto di Gregorio IX. Viene ricordato anche per una disputa ventennale con il Comune di Vada riguardo al possesso della Corte cittadina e della vicina selva di Asca, risoltasi solo nel 1242.
Vitale rimase a capo dell'arcidiocesi toscana fino al 10 novembre 1252, morendo l'anno successivo. La sua tomba fu collocata nella cappella di Santa Lucia nel Duomo pisano, insieme a un'epigrafe fatta incidere dal nipote Guido. Il sepolcro fu distrutto durante l'incendio del 1595, mentre la pietra tombale fu spostata nel Camposanto monumentale. Oggi ne rimane solo un frammento, ma l'iscrizione completa è stata tramandata da varie fonti settecentesche.